# Trang trí sinh học
Trang trí sinh học là một đặc tính xuất hiện ở một con vật để phục vụ một chức năng trang trí, trang hoàng và làm đẹp tạo ra diện mạo thu hút hơn là một chức năng thực tế của nó. Có nhiều đặc điểm sinh dục thứ cấp và những yếu tố khác xuất hiện trên chim non nói riêng hoặc động vật khác nói chung trong thời kỳ chúng phụ thuộc vào việc được bố mẹ cho ăn hoặc nuôi dưỡng. Những chi tiết mang tính trang trí, phô trương được sử dụng trong màn tán tỉnh để thu hút bạn tình, điều này có thể dẫn đến quá trình tiến hóa được gọi là lựa chọn giới tính (chọn lọc giới tính). Một con vật có thể lắc, kéo dài hoặc trải ra vật trang trí của nó để khoe mẽ, thu hút sự chú ý của những cá thể khác giới, từ đó những khán giả chứng kiến sẽ chọn ra một diễn viên hấp dẫn nhất để giao phối.
Những bộ phận cơ thể, họa tiết trang trí thường được quan sát thấy ở con vật giống đực (trống) và những con vật giống cái (mái/nái) sẽ chọn ra một một con đực được trang trí lộng lẫy để kết đôi vì theo bản năng, chúng cho rằng sẽ có lợi cho con cái của chúng vì các gen tạo ra vật trang trí sẽ được truyền lại cho con cái của chúng, làm tăng khả năng sinh sản của chúng. Như nhà nghiên cứu Ronald Fisher đã lưu ý, những đứa con khi sinh ra của con vật giống đực sẽ thừa hưởng những đặc điểm trang trí này, trong khi đứa con giống cái lại được thừa hưởng đặc tính về thói quen, sở thích xu xướng thích và lựa con con vật trang trí hay phô trường, điều này có thể dẫn đến một vòng phản hồi mang tính phản hồi tích cực được gọi là quy tắc trốn tìm. Những cấu trúc này đóng vai trò là tín hiệu cho hành vi tình dục ở động vật, nghĩa là chúng là những tín hiệu cảm giác ảnh hưởng đến phản ứng giao phối. Do đó, đặc điểm trang trí thường được lựa chọn bởi bạn đời.